# Patrik Burg
Patrik Burg (* 30. dubna 1977 Blansko) je český zemědělský inženýr a vysokoškolský učitel, od března 2023 děkan Zahradnické fakulty Mendelovy univerzity v Brně (ZF MENDELU). 
Od roku 2002 působí na Ústavu zahradnické techniky, jehož se navíc později stal vedoucím. Působil i na Ústavu vinohradnictví a vinařství. Specializuje se v oblasti zemědělských strojů v různých oblastech zemědělství a v oblasti biologického odpadu. V roce 2017 byl jmenován profesorem v oboru zahradnictví. Během své kariéry působil několik let jako proděkan ZF MENDELU.
V prosinci 2022 byl zvolen děkanem ZF MENDELU. Funkce se ujal v březnu 2023, vystřídal tak děkanku Alenu Salašovou.